# Montfort-en-Chalosse
Montfort-en-Chalosse (okzitanisch: Monhòrt de Shalòssa) ist eine französische Gemeinde mit 1.223 Einwohnern (Stand: 1. Januar 2022) im Département Landes in der Region Nouvelle-Aquitaine (vor 2016: Aquitanien). Sie gehört zum Arrondissement Dax und zum Kanton Coteau de Chalosse. Die Bewohner nennen sich Montfortois.

## Geografie
Die Gemeinde Montfort-en-Chalosse liegt im Westen der Landschaft Chalosse, etwa 17 Kilometer östlich von Dax auf einem Höhenrücken zwischen den Einzugsgebieten der Flüsse Louts im Norden und Luy im Süden. Umgeben wird Montfort-en-Chalosse von den Nachbargemeinden Gamarde-les-Bains im Westen und Norden, Nousse im Nordosten und Osten, Baigts im Osten und Südosten, Gibret im Süden sowie Poyartin im Süden und Westen.

## Geschichte
Die Bastide von Montfort-en-Chalosse wurde 1320 gegründet.

## Bevölkerungsentwicklung
| Jahr                       | 1962 | 1968 | 1975 | 1982 | 1990 | 1999 | 2006 | 2013 | 2021 |
| -------------------------- | ---- | ---- | ---- | ---- | ---- | ---- | ---- | ---- | ---- |
| Einwohner                  | 1157 | 1114 | 1017 | 1031 | 1116 | 1210 | 1159 | 1161 | 1207 |
| Quellen: Cassini und INSEE |      |      |      |      |      |      |      |      |      |

## Sehenswürdigkeiten
- Kirche Saint-Pierre aus dem 13. Jahrhundert, Monument historique
- Domänen Carcher (heute Musée de la Chalosse), Tauziet und Buzet
- Schloss Montpribat aus dem 16./17. Jahrhundert
- Wasserturm

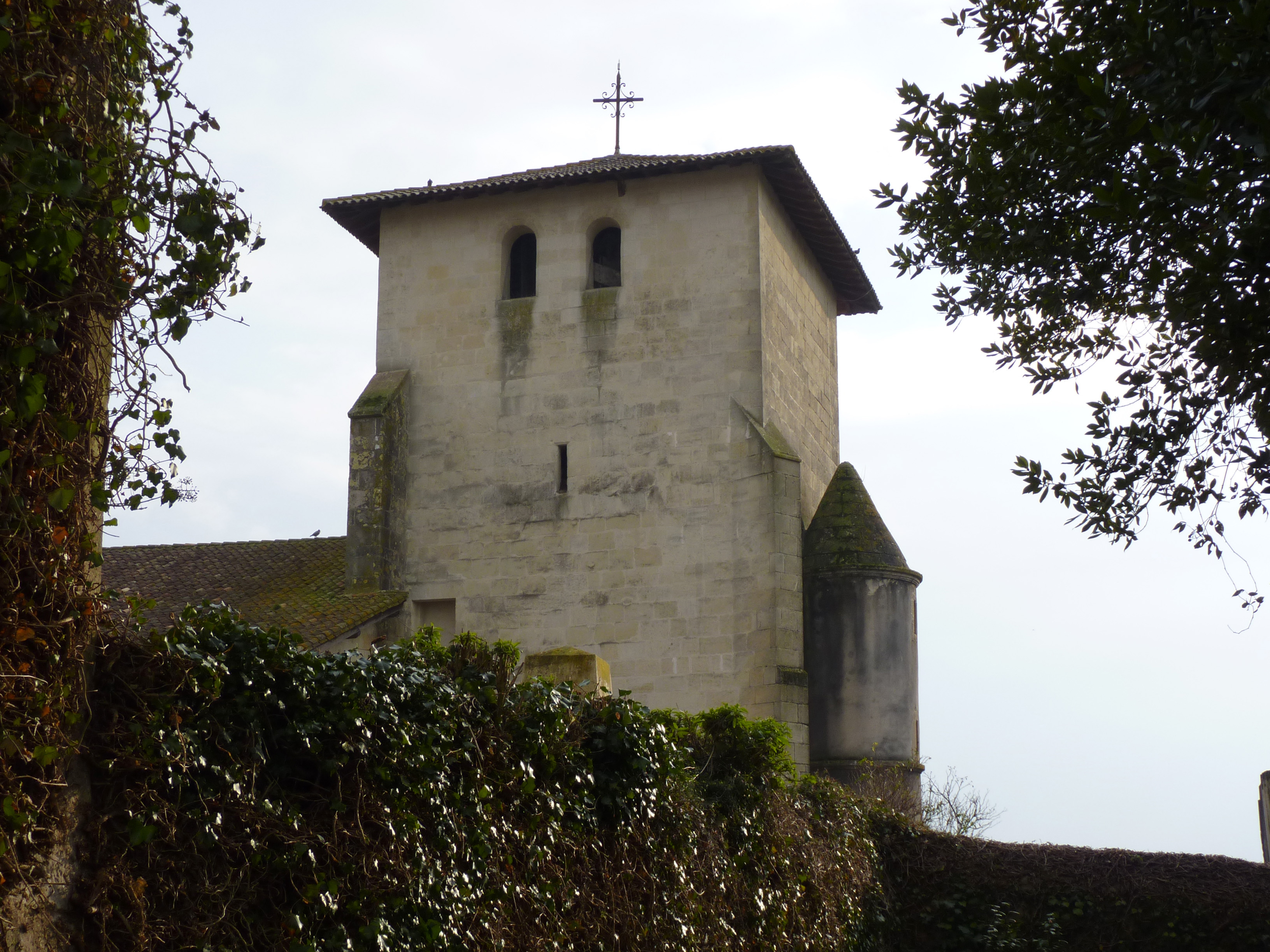
Kirche Saint-Pierre
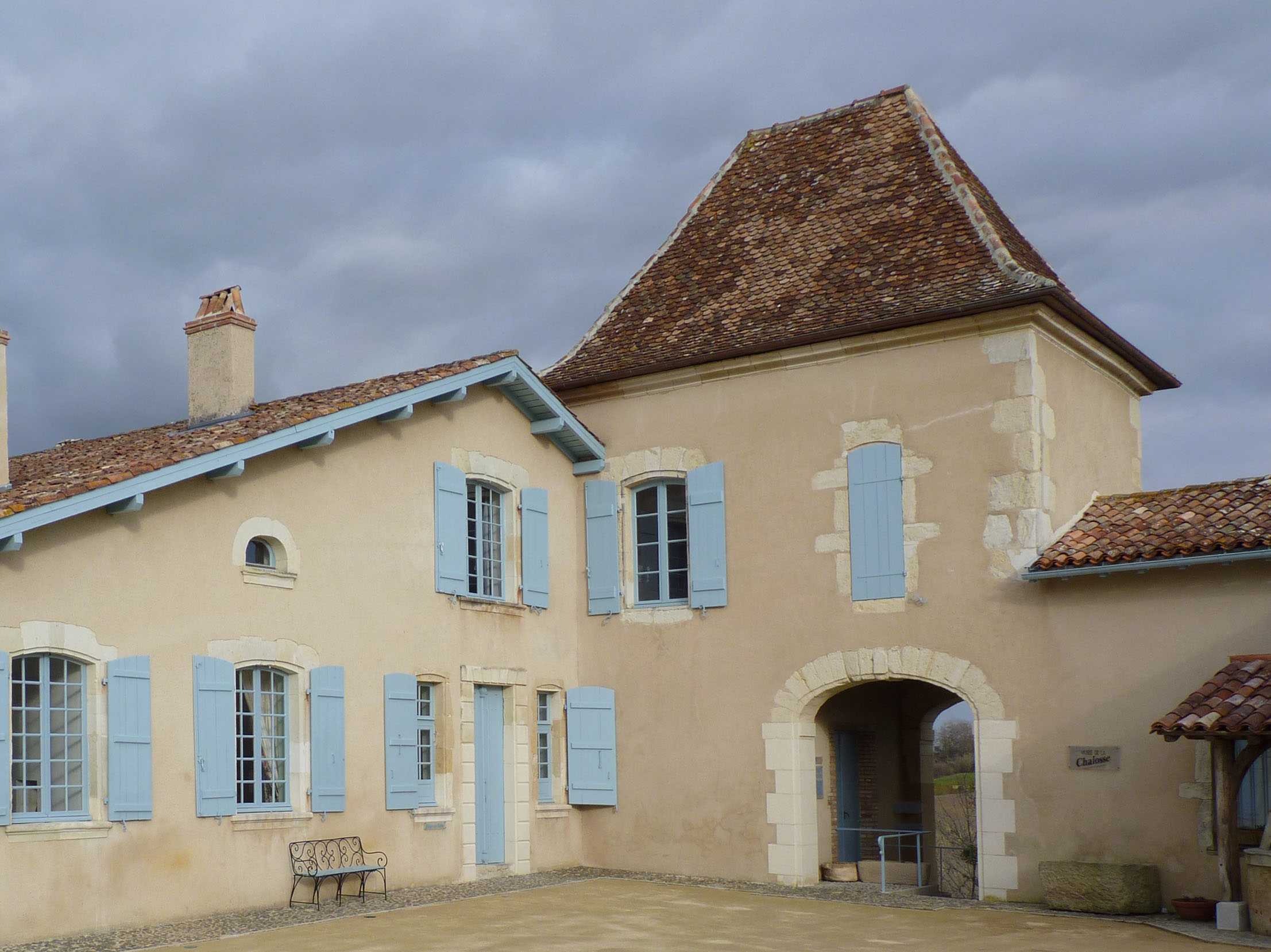
Domäne Carcher
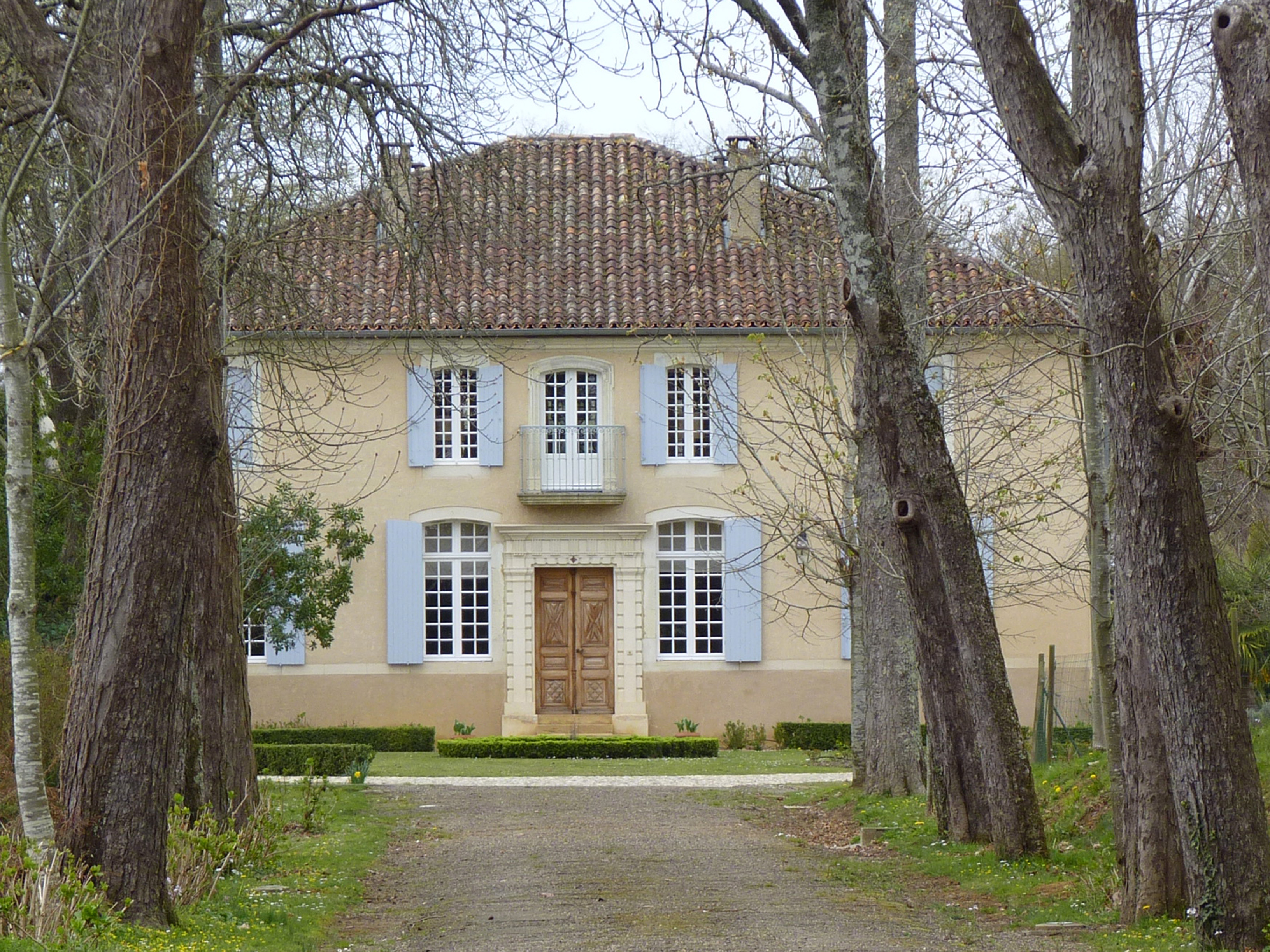
Domäne Tauziet
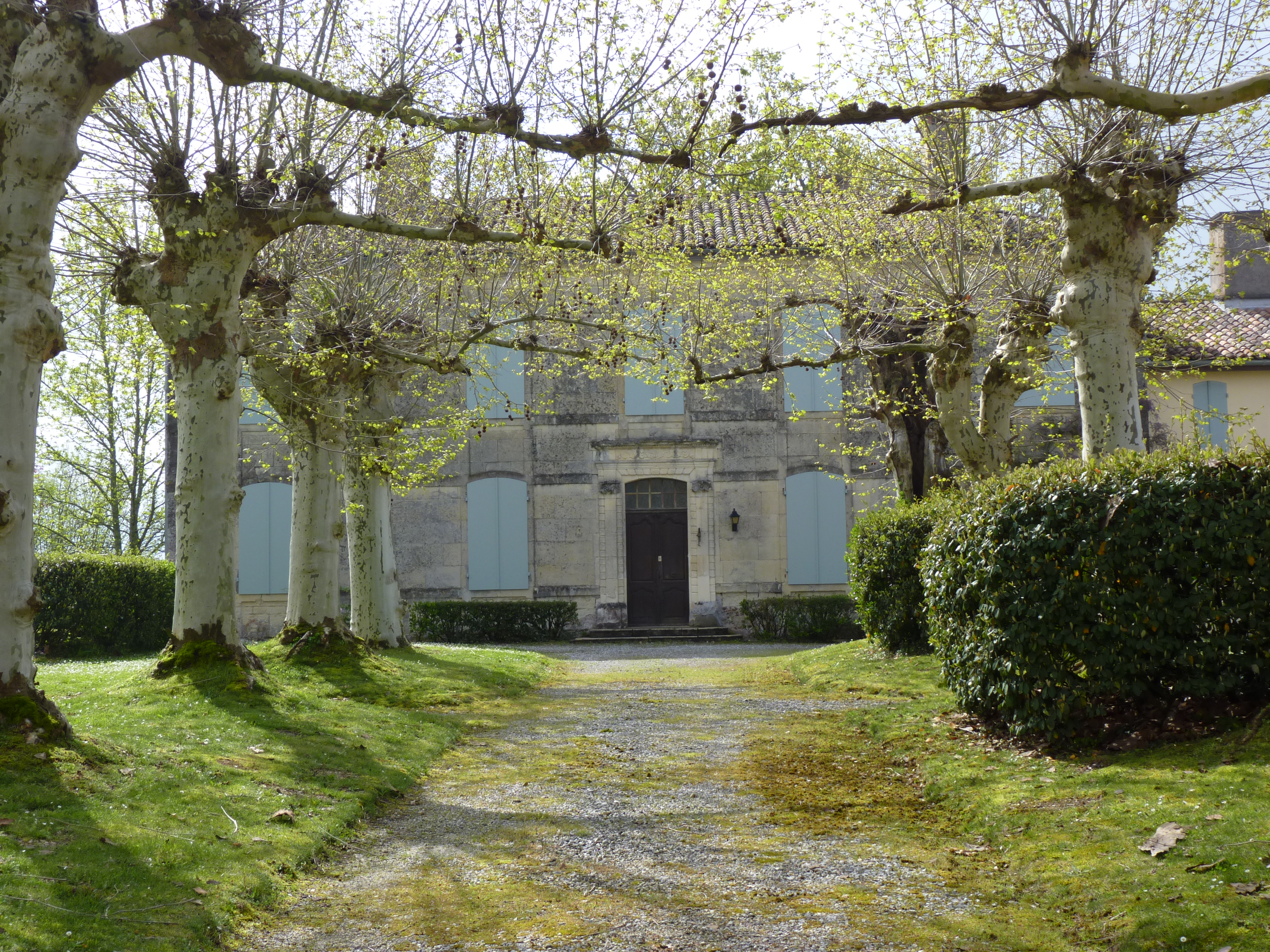
Domäne Buzet
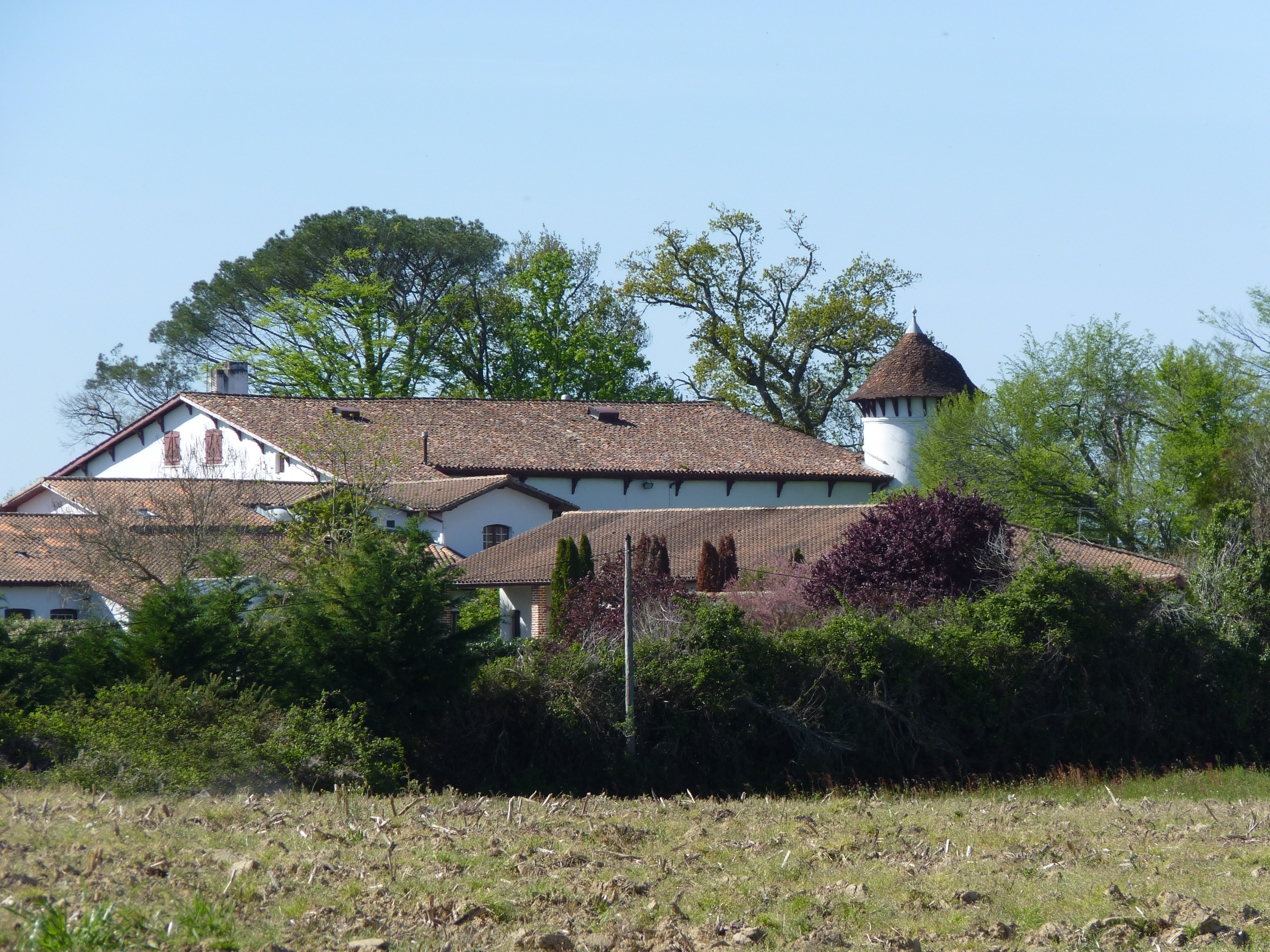
Schloss Montpribat

## Persönlichkeiten
- Raphaël Lonné (1910–1989), Maler der Art brut